# 野猪装甲车
野猪装甲车 （英语：Dzik/波兰语：Wild Boar）是波兰AMZ-Kutno制造的多用途步兵机动车辆。设计用于提供给维和部队使用，执行巡逻、反恐与人员运输任务。

## 总览
野猪装甲车安装有可以抵御7.62mm步枪子弹的装甲、防弹车窗、防刺轮胎和烟雾发射器，并且有救护车与防空车版本。
波兰采购了一些Dzik-AT以取代过时的BTR-60作为波兰的基本反恐车辆。Dzik-2曾被波兰宪兵采用，亦被称为Gucio。这些车辆与2014年退役。
截至2006年，伊拉克订购了600架Dzik-3，并有望将订单增加至1000辆乃至更多。

## 衍生型
- Dzik-AT 有3个车门和10个射击孔，最多可容纳8名乘员。[4]
- Dzik-2 有5个车门和8个射击孔，最多可容纳8名乘员，顶部安装有机枪炮塔。[5]
- Dzik-3/Ain Jaria 1 Dzik-3是根据伊拉克军队的需求设计的。有4个车门，13个射击孔，最多可容纳11名士兵，安装有机枪炮塔和两个烟雾发射器。[6]
- Dzik Cargo 有2个车门，2个射击孔，最多可容纳3名乘员，设计有一个货仓。[7]

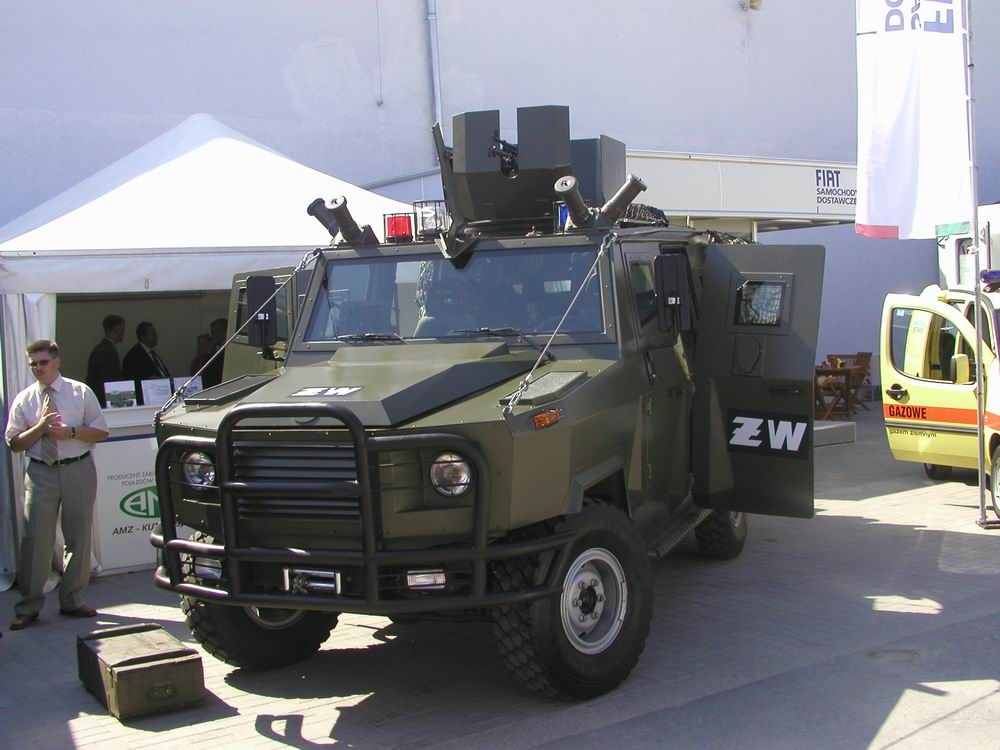
Dzik-2
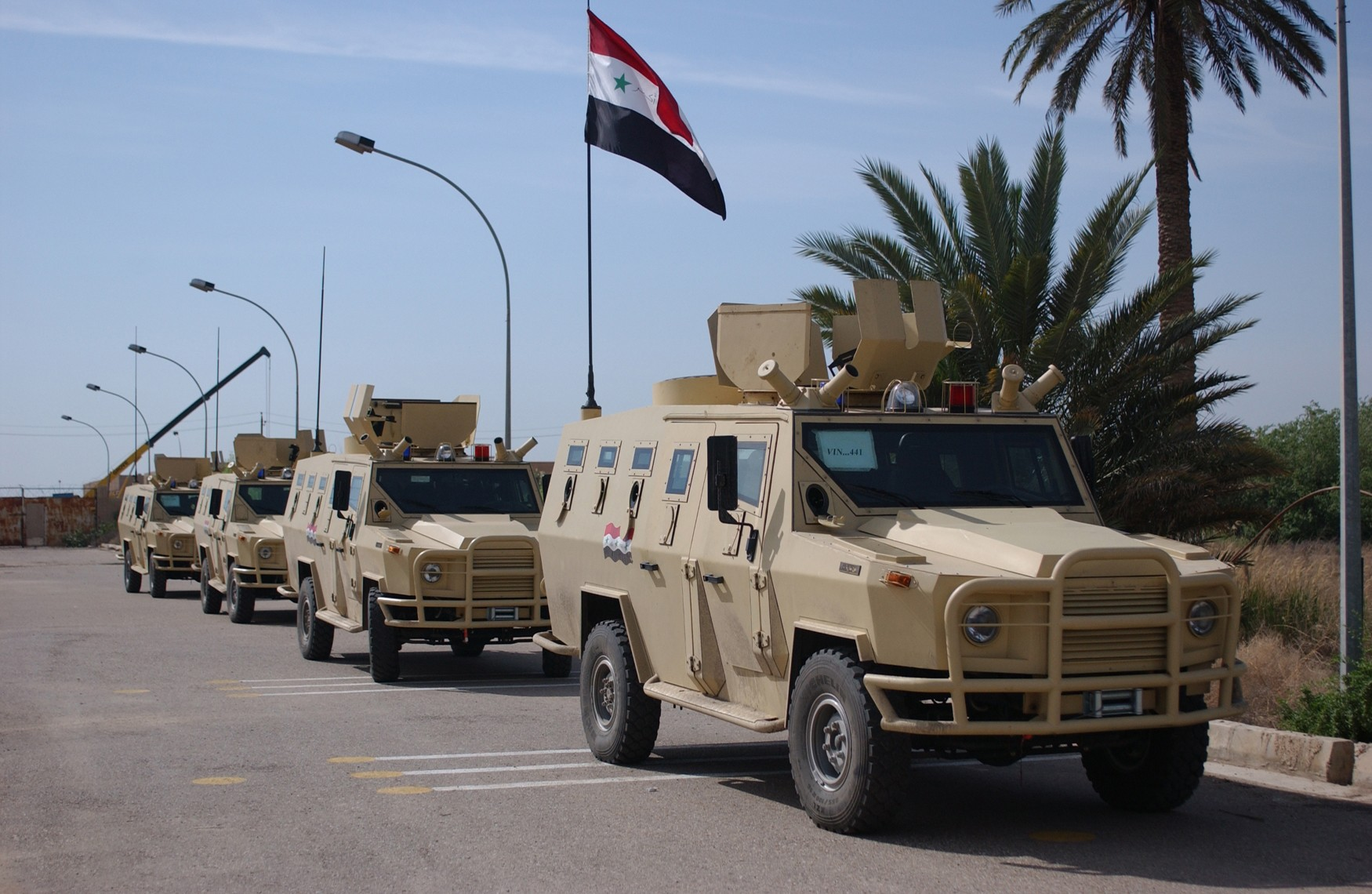
伊拉克Dzik-3

## 使用国
- 波蘭
- 立陶宛
- 伊拉克
- 乌克兰-2022年俄羅斯入侵烏克蘭期間波蘭緊急軍援一批數量不詳的野豬裝甲車給烏克蘭。